# Alfred Abad i Gascon
Alfred Abad i Gascon   (Tarragona, 29 de juliol de 1962) és un músic i compositor de sardanes. Té formació d'enginyer industrial, piano i solfeig. Abad està vinculat al món de la sardana a través de la col·laboració amb la colla sardanista Tarragona Dansa, de la qual ha estat capdanser des de la seva fundació. A més, ha presidit l'Agrupació Sardanista Tarragona Dansa.
Abad ha estat reconegut per les seves contribucions en el camp de la sardana. N'ha creat 45 i ha guanyat premis, com ara, el Premi Popular Certamen Musical 50è Aniversari UCS, l'any 2009, amb la sardana Un estel per tu, o el Premi Popular Sardana de l'Any, el 2018, per la sardana Montblanc, capital de la Sardana.
La seva filla és la cantautora Anna Abad i Gils, que també és músic: compositora, cantant i instrumentista.